# 特雷莫西内
特雷莫西内（義大利語：Tremosine），是意大利布雷西亚省的一个市镇。总面积72平方公里，人口2178人，人口密度30.3人/平方公里（2009年）。国家统计（ISTAT）代码为017189。